# Smeli
Smeli - Смелый (rus) és un possiólok del krai de Krasnodar, a Rússia. Es troba a la vora esquerra del Sossika, afluent del Ieia. És a 14 km al sud-est de Leningràdskaia i a 139 km al nord-est de Krasnodar.
Pertany al possiólok de Bitxevi.